# Tephrosia seminole
Tephrosia seminole là một loài thực vật có hoa trong họ Đậu. Loài này được Shinners miêu tả khoa học đầu tiên.